# Cuộc tấn công Manbij
Cuộc tấn công Manbij, có tên khác là Chiến dịch Martyr và tướng Faysal Abu Layla, là một chiến dịch tấn công quân sự trong năm 2016 do Syrian Democratic Forces (SDF) để chiếm thành phố Manbij từ tay của Nhà nước Hồi giáo Iraq và Levant (ISIL), và cuối cùng chiếm các vùng do ISIL chiếm đóng từ Al-Bab tới Herbel, với tên riêng của vùng là "khu Manbij" nằm ở phía bắc tỉnh Aleppo. Mục đích chính của cuộc tấn công là để cắt đứt đường tiếp tế cuối cùng của ISIL ra thế giới bên ngoài, và để ngăn chặn ISIS di chuyển máy bay chiến đấu ra khỏi Syria để thực hiện các cuộc tấn công khủng bố ở Thổ Nhĩ Kỳ và châu Âu. Trong cuộc tấn công, liên minh do Mỹ dẫn đầu đã tiến hành hơn 55 cuộc không kích nhằm hỗ trợ SDF. Sau khi chinh phục thành phố Manbij vào ngày 12 tháng 8, SDF thông báo rằng các cuộc tấn công sẽ tiếp tục cho đến khi toàn bộ vùng nông thôn xung quanh Manbij được giải phóng.